# Heidelberger Landstraße 89
Die Villa in der Heidelberger Landstraße 89 ist ein Bauwerk in Darmstadt-Eberstadt. Sie ist aus architektonischen, baukünstlerischen und stadtgeschichtlichen Gründen ein Kulturdenkmal.

## Geschichte und Beschreibung
Die Gründerzeitvilla wurde um das Jahr 1900 erbaut.
Ein Wohnturm mit einem schiefergedeckten, pyramidenförmigen Helm dominiert das Haus.
Bemerkenswert ist auch die reich verzierte Turmbekrönung mit einer Wetterfahne.
Auf dem vielförmigen Dach gibt es zahlreiche Walmgauben.
Die Bauplastik ist im wilhelminischen Stil ausgeführt; mit Pilastern, Balusterbrüstungen und aufwendigen Fenstergewänden.
Die Geländer auf dem Turm wirken filigran.
Das Anwesen wird von einer teilweise erhaltenen historischen Einfriedung begrenzt.